# أودري نابليون
أودري نابليون (بالإنجليزية: Audrey Napoleon) هي عارضة ومنتجة أسطوانات وملحنة ومغنية مؤلفة ودي جيه أمريكية، ولدت في 31 مارس 1987 في هيوستن في الولايات المتحدة.

## وصلات خارجية
- الموقع الرسمي
- أودري نابليون على موقع IMDb (الإنجليزية)
- أودري نابليون على موقع ميوزك برينز (الإنجليزية)
- أودري نابليون على موقع أول ميوزيك (الإنجليزية)
- أودري نابليون على موقع ديسكوغز (الإنجليزية)